# Cyperus macrophyllus
Cyperus macrophyllus är en halvgräsart som först beskrevs av Adolphe-Théodore Brongniart, och fick sitt nu gällande namn av Johann Otto Boeckeler. Cyperus macrophyllus ingår i släktet papyrusar, och familjen halvgräs. Inga underarter finns listade i Catalogue of Life.